# Mimetus fernandi
Espèce
Mimetus fernandi est une espèce d'araignées aranéomorphes de la famille des Mimetidae.

## Distribution
Cette espèce est endémique du Congo-Kinshasa.

## Description
La femelle holotype mesure 3,5 mm.

## Publication originale
- Lessert, 1930 : Araignées du Congo recueillies au cours de l'expédition par l'American Museum (1909-1915). Quatrième et dernière partie. Revue Suisse de Zoologie, vol. 37, p. 613-672 (texte intégral).